# Treffurt
Treffurt est une commune allemande de l'arrondissement de Wartburg, Land de Thuringe.

## Géographie
Treffurt se situe sur la Werra qui est alimentée ici par trois gués (furt en allemand, d'où son nom). Elle s'étend principalement au nord de la rivière jusqu'au château de Normannstein. Elle est entourée de plusieurs collines.
La ville de Treffurt comprend trois grands quartiers, Falken, Großburschla et Schnellmannshausen, ainsi que trois quartiers d'habitation, Hattengehau, Schrapfendorf et Volteroda. Ils fusionnent en 2004.
| Eschwege Wanfried | Südeichsfeld          |                 |
| Weißenborn        | Treffurt              | Hallungen Nazza |
| Ifta              | Frankenroda Creuzburg |                 |

Treffurt se trouve sur la Bundesstraße 250.

## Histoire
En 768, Charlemagne demande la construction de l'abbaye de Homburg près de Bad Langensalza. Il nomme les seigneurs de "Driefurt" pour veiller sur l'abbaye. Treffurt est mentionné pour la première fois en 1104 dans un document de Ruthard, l'archevêque de Mayence.
En raison de son emplacement à l'intersection de deux routes commerciales, Treffurt acquiert une importance régionale au Moyen Âge. Pour protéger les gués, on bâtit le château de Normannstein. En 1333, Treffurt obtient la charte de ville.
Treffurt est la scène d'une chasse aux sorcières de 1585 à 1587. Cinq femmes et deux hommes subissent un procès. Une femme âgée de 80 ans est exécutée, une femme est morte en détention.
Treffurt se situe sur la frontière interallemande, du côté de la RDA. Elle subit une stagnation de ses activités. Après la réunification allemande en 1990, une croissance rapide commence, notamment dans le tourisme.

## Jumelages
- Spangenberg,  Hesse
- Nüdlingen,  Bavière

## Personnalités liées à la commune
- Adalbert von Harstall (1737–1814), prince-évêque de Fulda
- Christian Muff (1841–1911), pédagogue
- Egon Bahr (1922–2015), homme politique
- Walter Eichenberg (né en 1922), compositeur et chef d'orchestre
- Manfred Heise (né en 1940), homme politique
- Eberhard Lorenz (né en 1942), homme politique

## Source de la traduction
- (de) Cet article est partiellement ou en totalité issu de l’article de Wikipédia en allemand intitulé « Treffurt » (voir la liste des auteurs).